# Arjan Dodaj
Arjan Dodaj (ur. 21 stycznia 1977 w Laçu) – albański biskup rzymskokatolicki, arcybiskup metropolita Tirany-Durrës od 2022.

## Życiorys
We wrześniu 1993 uciekł z Albanii na pokładzie łodzi i przedostał się do Włoch. Pracował jako spawacz i ogrodnik. W 1997 został ochrzczony.

### Prezbiterat
Święcenia kapłańskie otrzymał 11 maja 2003 z rąk Jana Pawła II jako członek Bractwa Kapłańskiego Synów Krzyża i uzyskał inkardynację do diecezji rzymskiej. Przez kilkanaście lat pracował w rzymskich parafiach i rektoratach. W 2017 został wysłany do albańskiej archidiecezji Tirany-Durrës. Pełnił w niej funkcje m.in. proboszcza parafii w Gramëz, duszpasterza akademickiego oraz wikariusza generalnego.

### Episkopat
9 kwietnia 2020 papież Franciszek mianował go biskupem pomocniczym archidiecezji Tirana-Durrës oraz biskupem tytularnym Lestrony. Sakry biskupiej udzielił mu 15 września 2020 roku arcybiskup George Anthony Frendo. 
30 listopada 2021 został mianowany arcybiskupem metropolitą Tirany-Durrës.
Ingres odbył się 22 stycznia 2022.